# Hölstein
Hölstein é uma comuna da Suíça, no Cantão Basileia-Campo. Em 2017 possuía 2.499 habitantes. Estende-se por uma área de 6,02 km², de densidade populacional de 414,4 hab/km². Confina com as comunas de Bennwil, Bubendorf, Diegten, Lampenberg, Niederdorf, Ramlinsburg, Tenniken e Zunzgen. 
A língua oficial nesta comuna é a língua alemã.

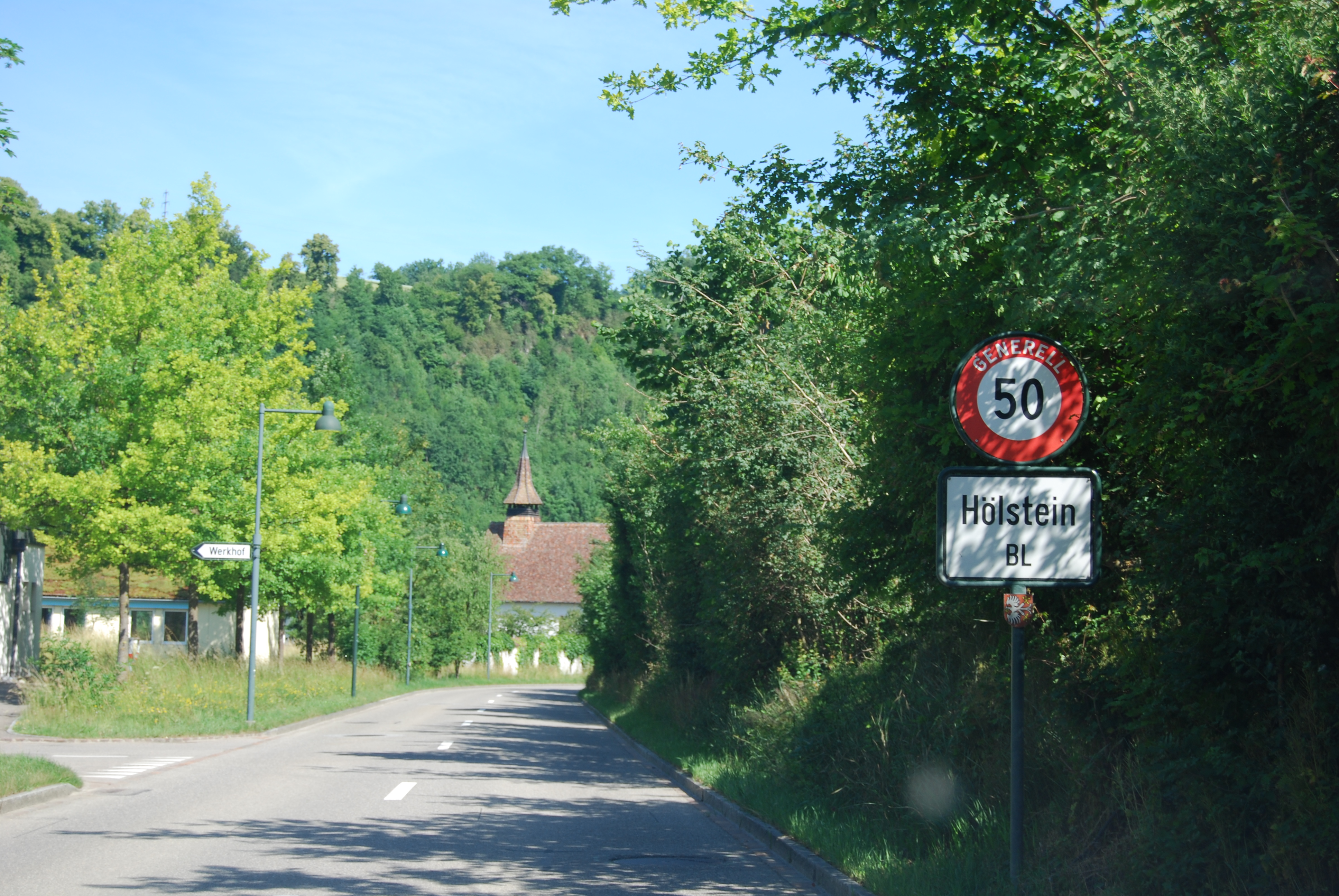
Hölstein